# Huningue
Huningue (deutsch Hüningen, seltener Großhüningen, im örtlichen Dialekt Hinige, baseldeutsch Hünige) ist eine französische Gemeinde mit 7410 Einwohnern (Stand: 1. Januar 2022) im Département Haut-Rhin im Elsass in der Region Grand Est. Sie gehört zum Arrondissement Mulhouse und zum Kanton Saint-Louis.

## Geografie
Huningue an der linken Seite des Rheins grenzt unmittelbar an Basel in der Schweiz und Weil am Rhein in Deutschland. In Huningue zweigt der Canal de Huningue vom Rhein ab. Rechts des Rheines liegt Kleinhüningen, bis 1907 eine eigene Gemeinde und seither ein Außenquartier von Basel. Die französischen Nachbargemeinden sind Saint-Louis und Village-Neuf.

## Geschichte
Hüningen wurde erstmals 828 in einer Schenkung an das Kloster St. Gallen erwähnt. Im späten Mittelalter war das Dorf Hüningen habsburgisch und der Dinghof Hüningen war Eigentum des Basler Hochstifts bzw. Fürstbistums und wurde von der Dompropstei verwaltet. 1516 ging das Dorf als Lehen an den Basler Bürger Eucharius Holzach und nach dessen Tod 1521 als Lehen an die Stadt Basel. 1529 führte Basel die Reformation durch und verfügte von nun an auch über die Einkünfte des Dinghofs. 1623, nach dem Ausbruch des Dreißigjährigen Kriegs, nahm Österreich das Lehen zurück und führte den katholischen Kult wieder ein. Österreich wollte den strategisch wichtigen Ort wieder in seinem Besitz haben. Spätere Bemühungen Basels, wieder in den Besitz von Hüningen zu gelangen, waren erfolglos. 1648 kam das habsburgische Hüningen an Frankreich.
Das Bauerndorf Hüningen war am Rhein gegenüber von Kleinhüningen. Der Kirchensatz bzw. das Patronatsrecht über die Kirche St. Agatha stand dem Basler Kloster St. Alban zu, nach der Reformation 1529 dem Basler Rat. Im Jahr 1679 wurde mit dem von Ludwig XIV. an Vauban in Auftrag gegebenen Bau der Festung Hüningen begonnen. 1680 wurde das alte Dorf gänzlich abgetragen und die Bewohner wurden in Neudorf / Village-Neuf und in Saint-Louis angesiedelt. Das neue Hüningen ist ein Kilometer nördlich des alten Dorfes. Ebenfalls mit dem Festungsbau hängt der Lachsfangstreit von 1736/37 zusammen. Dabei ging es vordergründig um Fangrechte, die zwischen den Hüninger und Kleinhüninger Fischern strittig waren, tatsächlich aber um Landbedarf für den Bau eines Brückenkopfes auf dem rechten Rheinufer. Dem Festungskommandanten Jean Charles Abbatucci ist ein Denkmal gewidmet. Er verteidigte die Festung 1796 gegen österreichische Angriffe, verlor dabei aber sein Leben.

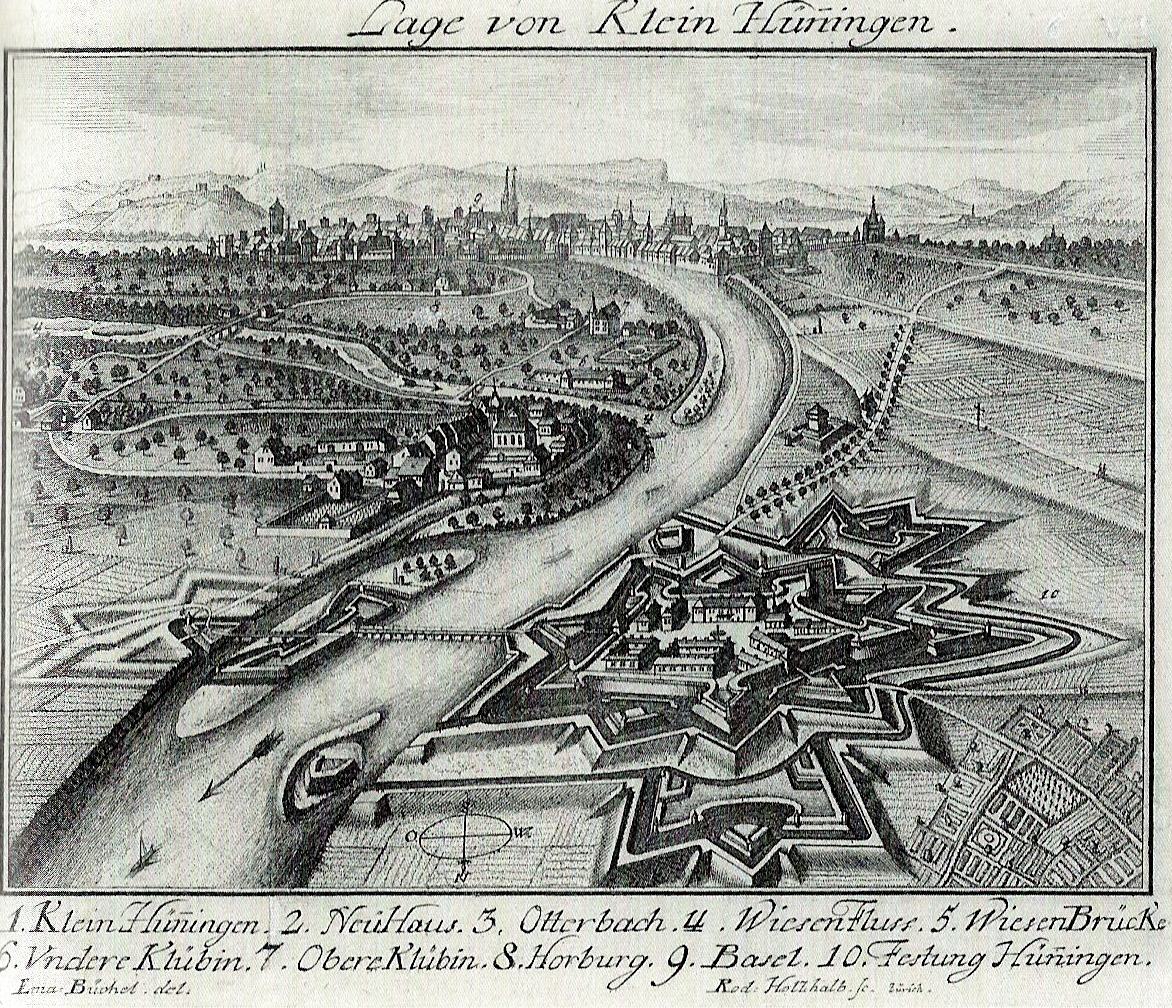
Hüningen und Kleinhüningen 1749
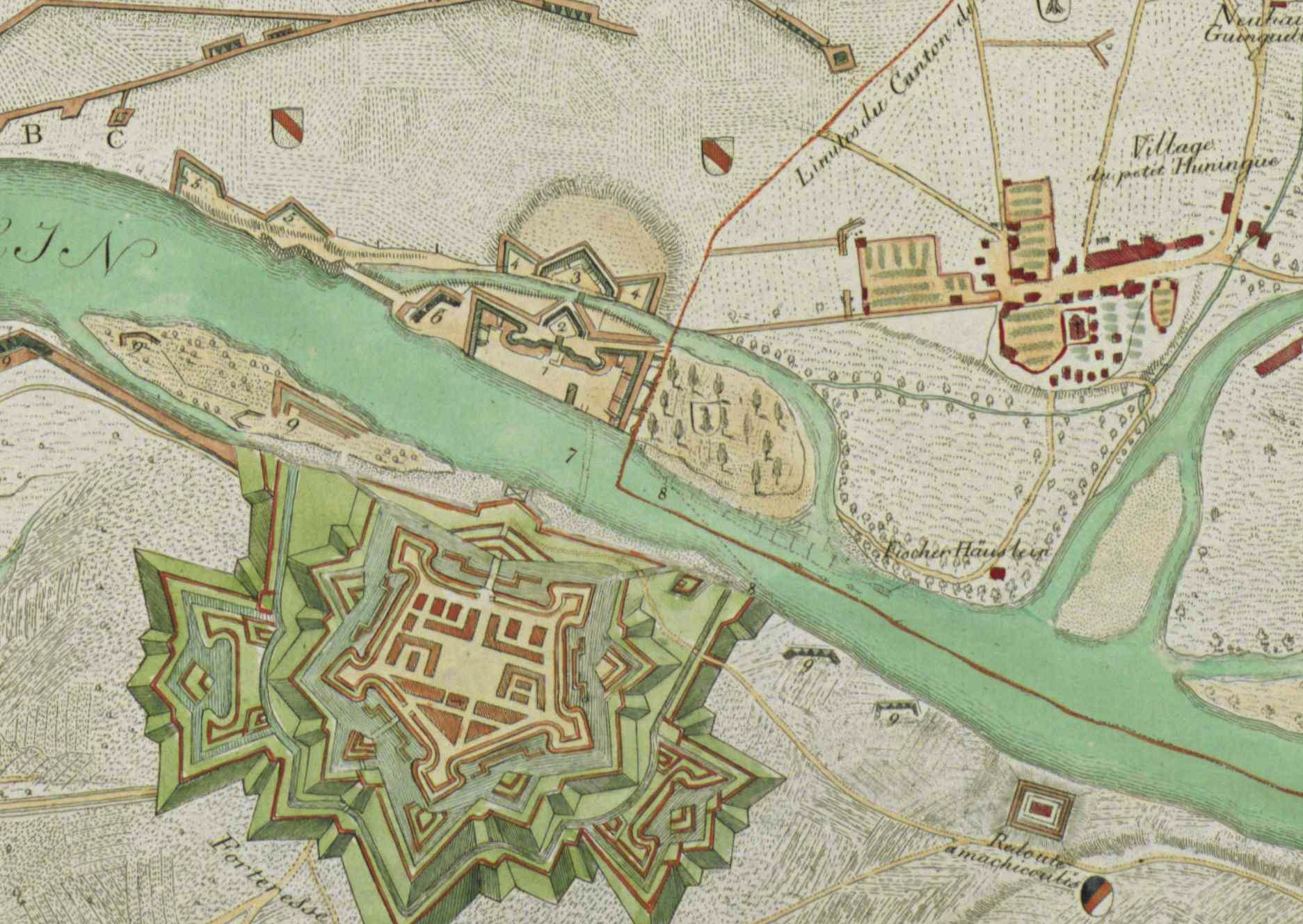
Hüningen und Kleinhüningen 1797

Nach dem Wiener Kongress leitete Erzherzog Johann von Österreich die Belagerung und Bestürmung der Vauban-Festung von Hüningen, die sich nach elf Tagen Beschuss am 26. August 1815 zur großen Freude der Basler Bürger ergab. Die Festung wurde danach auf Bitte der Basler Bürger im Winter 1815/16 geschleift.
1883 fanden Bauarbeiter am Rheinbord wenig unterhalb der Schweizer Grenze einen Fundkomplex von Goldmünzen und Ringschmuck aus Gold, in der Literatur fälschlich „Goldfund von Saint-Louis“ genannt. Durch die Rheinüberschwemmung im Winter 1882/83 war der großartige Fund freigelegt worden. Es handelt sich offenbar um eine sakrale Opferung aus der Zeit kurz vor 100 v. Chr. in der unmittelbaren Nachbarschaft zur keltischen Siedlung Basel-Gasfabrik, heute Novartis-Campus.
| Jahr      | 1962 | 1968 | 1975 | 1982 | 1990 | 1999 | 2009 | 2016 |
| Einwohner | 4963 | 5769 | 6576 | 6679 | 6252 | 6097 | 6584 | 7213 |

## Wirtschaft und Infrastruktur

### Verkehr
Unter der deutschen Verwaltung wurde 1878 die Bahnlinie von der Leopoldshöhe (Weil am Rhein) nach Saint-Louis gebaut mit einer Brücke über den Rhein und einem Bahnhof in Hüningen. Die Linie, welche auch unter dem Namen Palmrainbahn geführt wurde, sollte einem allfälligen Aufmarsch deutscher Truppen im Elsass dienen.
Die Basler Straßenbahn wurde 1910 nach Hüningen verlängert mit der Endstation am Bahnhof. Die Strecke wurde kriegsbedingt 1914–1915 und 1939–1947 stillgelegt. Der grenzüberschreitende Tramverkehr wurde danach nie mehr aufgenommen. Von 1947 bis 1957 betrieb die Stadt Saint-Louis eine Tramlinie mit eigenem Personal, deren Betrieb am 31. Dezember 1957 eingestellt wurde. 1961 wurde die Verbindung durch einen Autobus ersetzt. Mehrere Linien des kommunalen Betreibers Distribus verlaufen durch Huningue und verbinden den Ort mit Saint-Louis und Village-Neuf, aber auch mit der Schifflände in Basel. Huningue verfügt über einen Rheinhafen.
Der Südschwarzwald-Radweg führt als Rundweg von Hinterzarten über Waldshut-Tiengen, Basel und Freiburg und überquert bei Huningue den Rhein und die deutsch-französische Grenze nach Weil am Rhein.

### Ansässige Unternehmen
In Huningue sind Unternehmen der chemisch-pharmazeutischen Industrie mit Produktionsstätten vertreten, so etwa Delpharm (ca. 300 Mitarbeiter), Elanco (Tierarzneimittel; ca. 200 Mitarbeiter), Novartis (ca. 700 Mitarbeiter), Sun Chemical (Pigmente, ehemaliges Werk von BASF Colors & Effects; ca. 110 Mitarbeiter), TFL (Chemikalien für die Lederbearbeitung; ca. 150 Mitarbeiter), Weleda (ca. 130 Mitarbeiter; Produktionseinstellung im März 2023).

## Kultur und Sehenswürdigkeiten
- Das Musée historique et militaire (Historisches und Militärmuseum) zeigt das militärische Leben der alten Vaubanschen Festung. Es ist untergebracht in einem Haus aus dem 17. Jahrhundert.
- Die ehemalige Garnisonskirche wurde nach Plänen des Architekten Jacques Tarade, Mitarbeiter von Vauban, errichtet. Sie liegt an der Place Abbatucci und ist heute profaniert. Wegen ihrer Raumakustik ist sie geschätzt als Konzertraum für Kammermusik. Seit 1938 sind Fassade, Glockenturm und Bedachung als Monument historique geschützt.[18]
- Der Parc des Eaux Vives ist ein Freizeitgelände mit künstlichem Wildwasser, das Kajak- und Kanusport, Rafting und Wildwasserschwimmen erlaubt. Im Verwaltungsgebäude des Wildwasserparks befindet sich eine laufend wechselnde Ausstellung historischer Kanus und Kajaks. Die Sammlung umfasst etwa 120 Boote, von denen jeweils etwa ein Dutzend ausgestellt sind.[19]
- Die Dreiländerbrücke, eine reine Fußgänger- und Fahrradbrücke über den Rhein, verbindet seit 2007 Huningue mit der deutschen Stadt Weil am Rhein. Sie ist die weltweit längste Bogenbrücke für Fußgänger und Radfahrer und wurde von dem heute in Paris lebenden und arbeitenden österreichischen Architekten Dietmar Feichtinger in Zusammenarbeit mit dem Büro LAP Leonhardt Andrä & Partner (Berlin/Stuttgart) entworfen. Der Name leitet sich vom Dreiländereck Deutschland-Frankreich-Schweiz ab, das sich 200 Meter südlich im Rhein befindet. Nördlich davon verbindet die Palmrainbrücke die beiden Orte für den motorisierten Verkehr und bietet direkten Anschluss an die deutsche Autobahn A 5.
- Der Triangle ist ein Kulturzentrum mit insgesamt 5540 Quadratmetern Fläche, die sich auf 21 Räume verteilt. Es wurde nach Plänen des Mülhauser Architekten Jean-Marie Martini errichtet und im Februar 2002 eingeweiht. Dort finden zahlreiche kulturelle Veranstaltungen statt; Tanz, Theater, Konzerte, Zirkuskunst, Kabarett, Ausstellungen, auch ist es ein Treffpunkt für die Jugend.

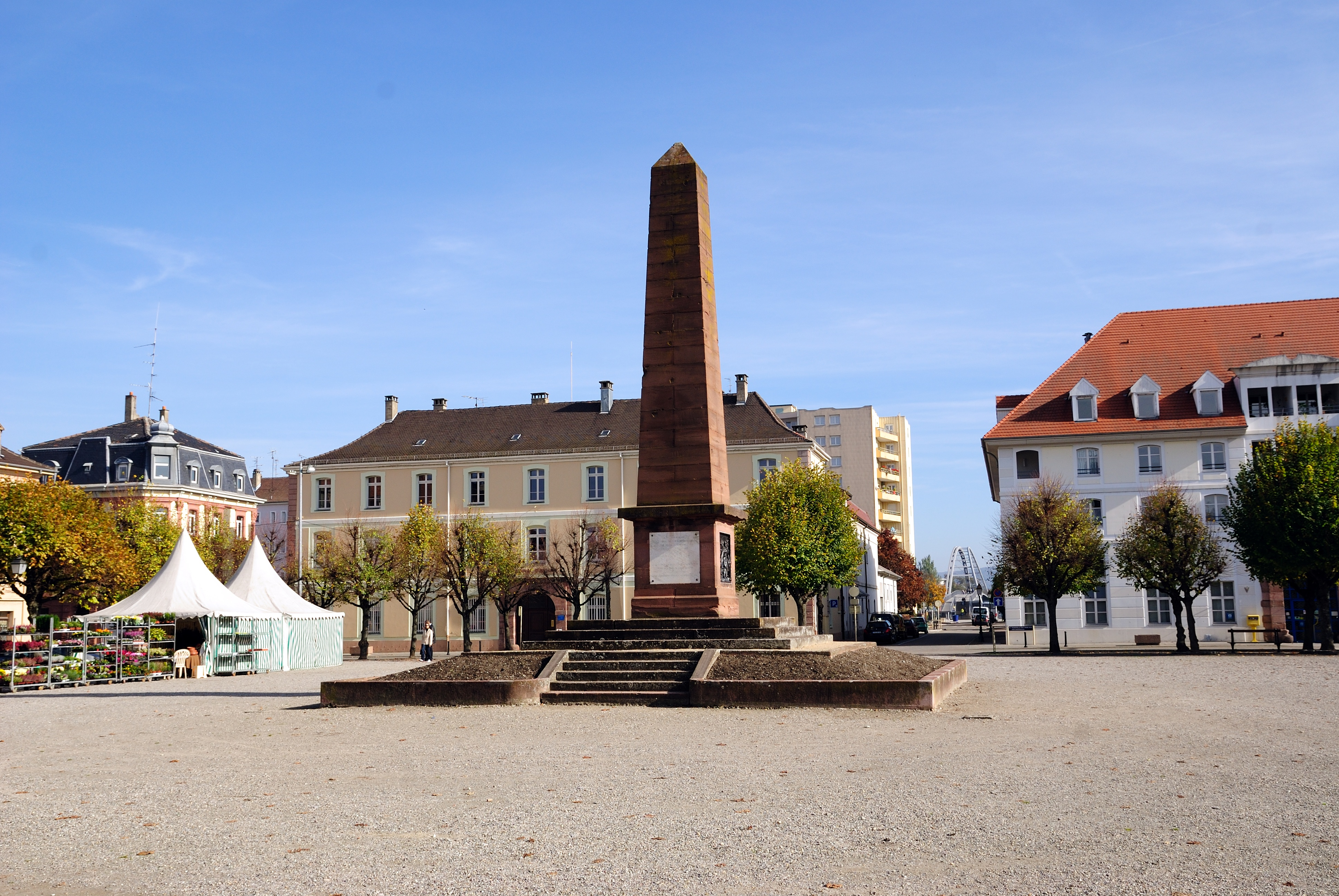
Place Abbatucci
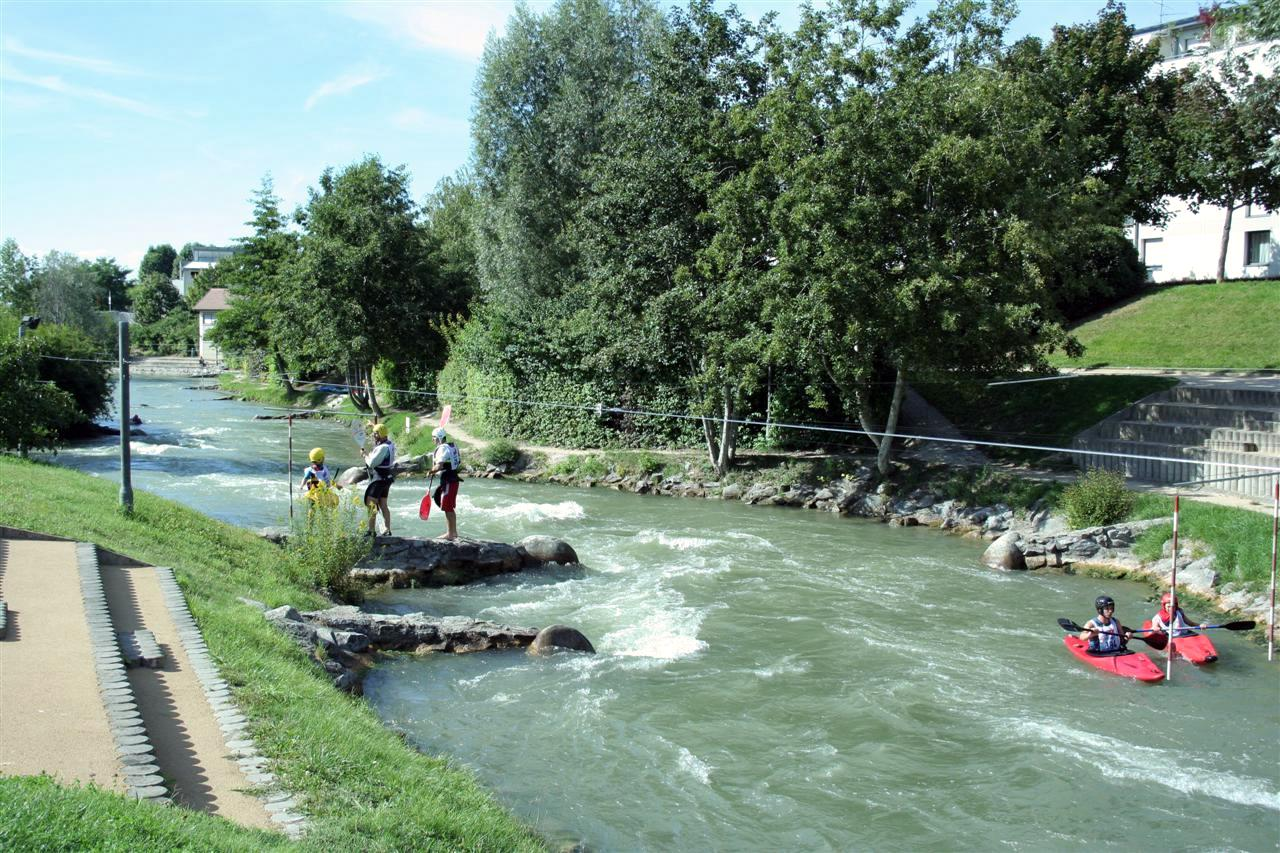
Parc des eaux vives in Huningue
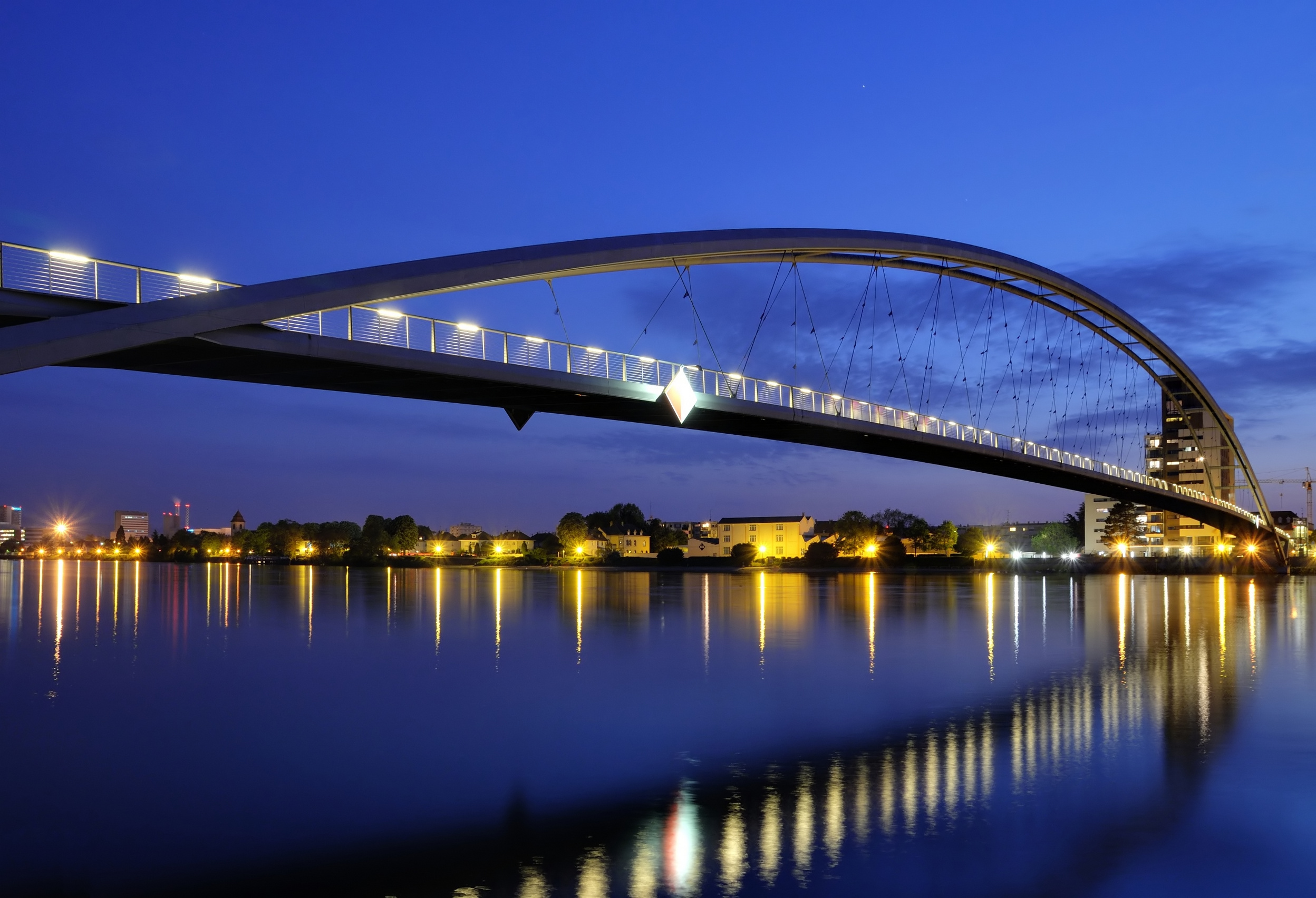
Dreiländerbrücke zwischen Huningue (F) und Weil am Rhein (D)
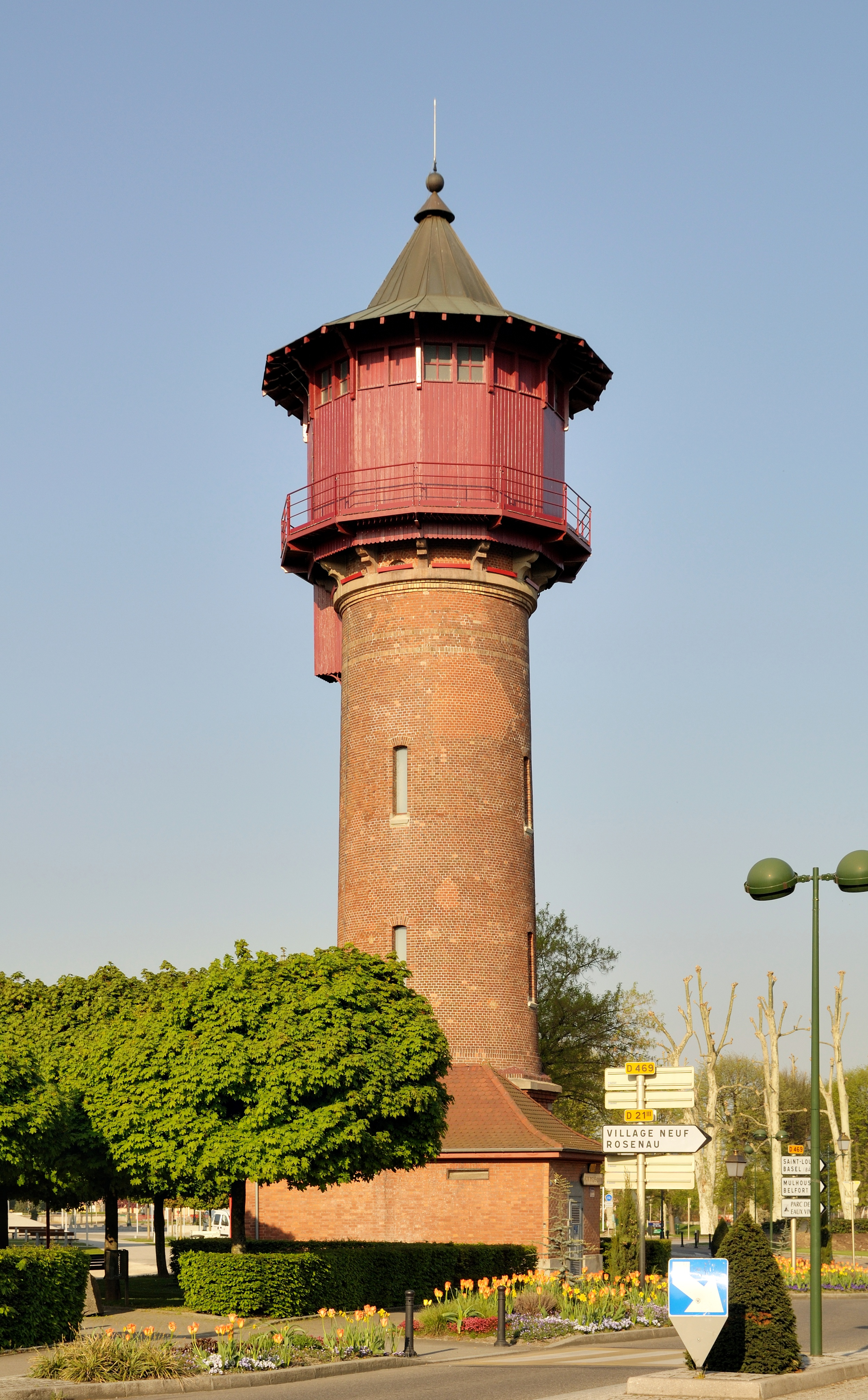
Wasserturm
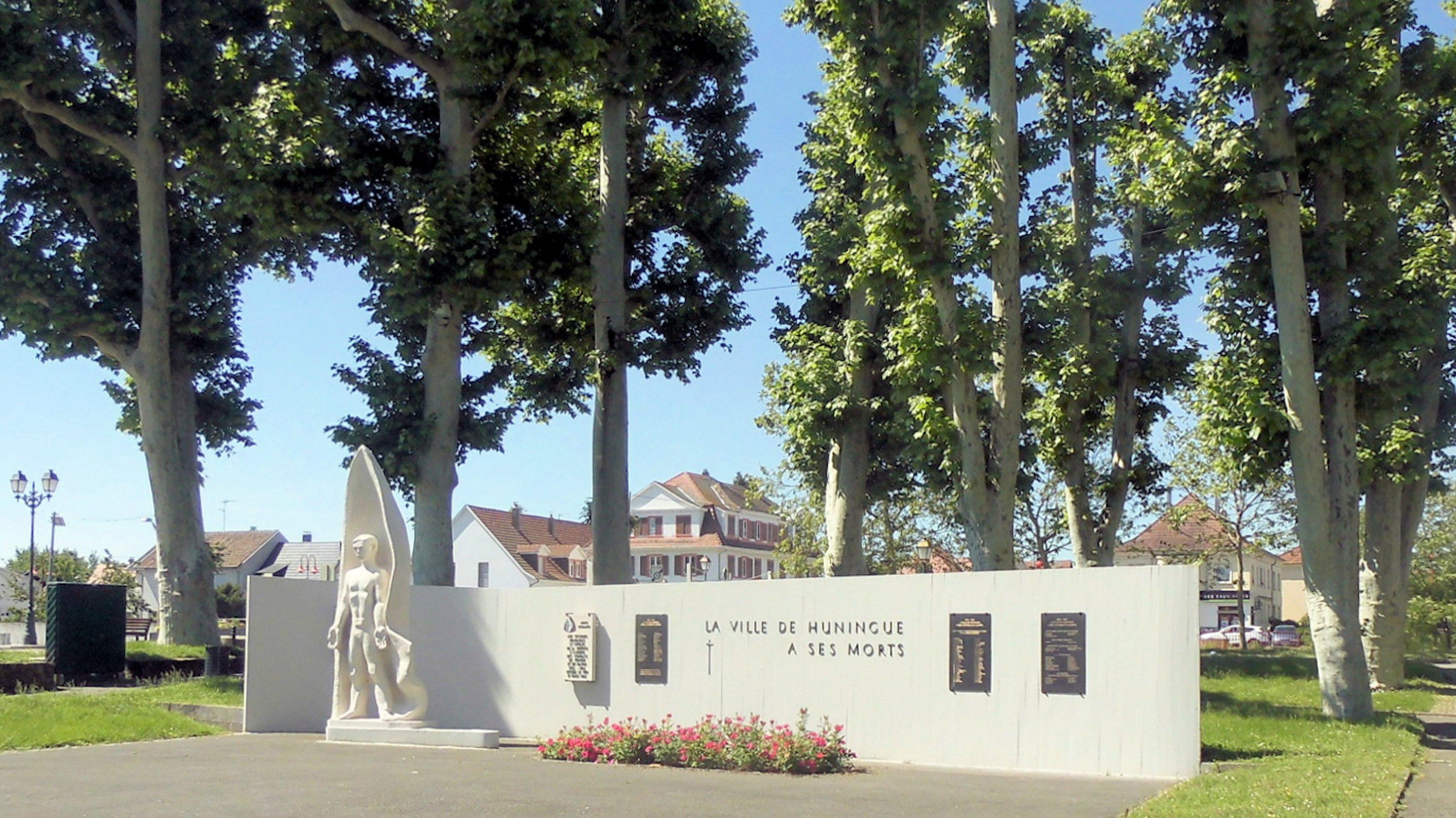
Gefallenendenkmal

Kirchen in Huningue
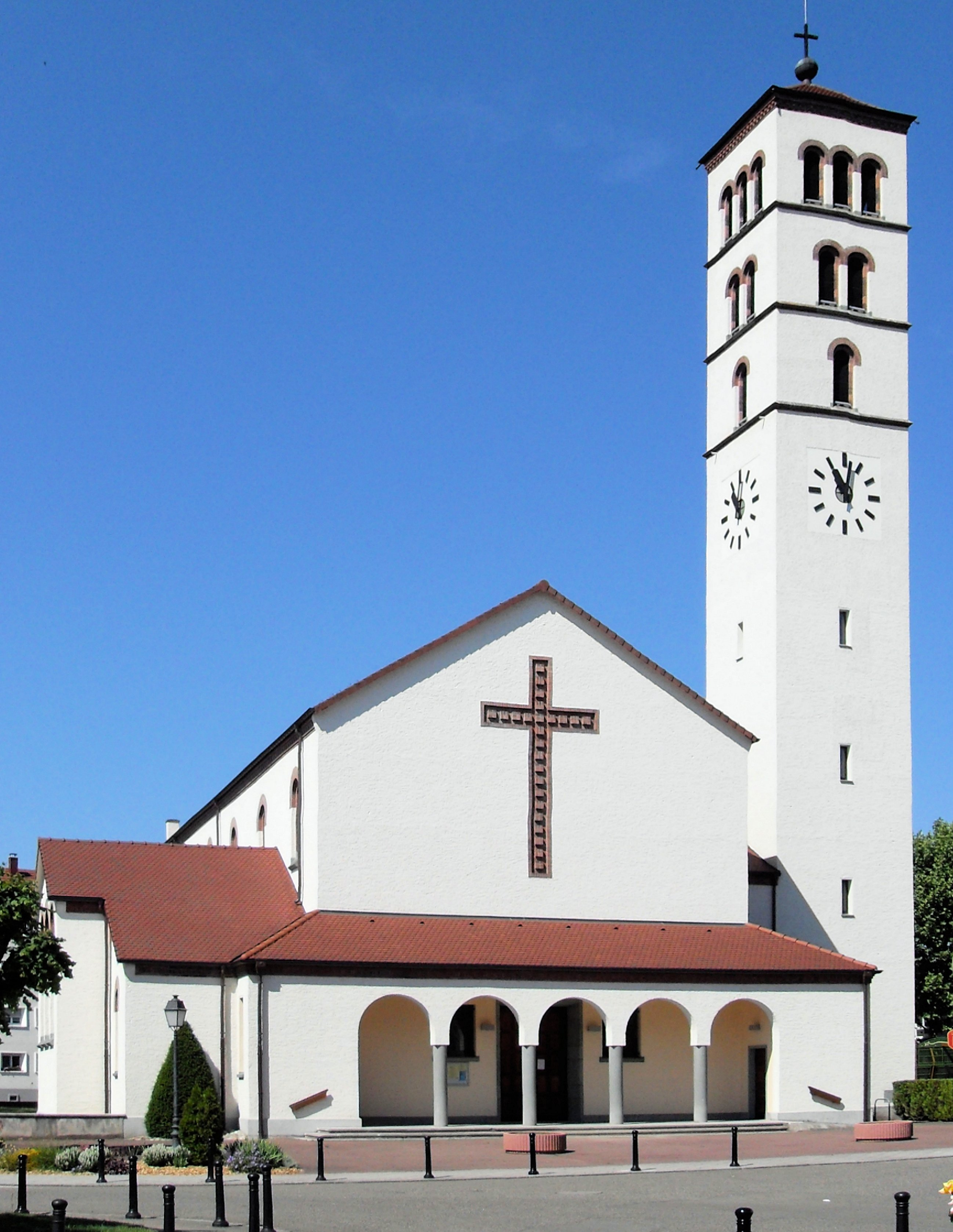
Katholische Christkönigskirche
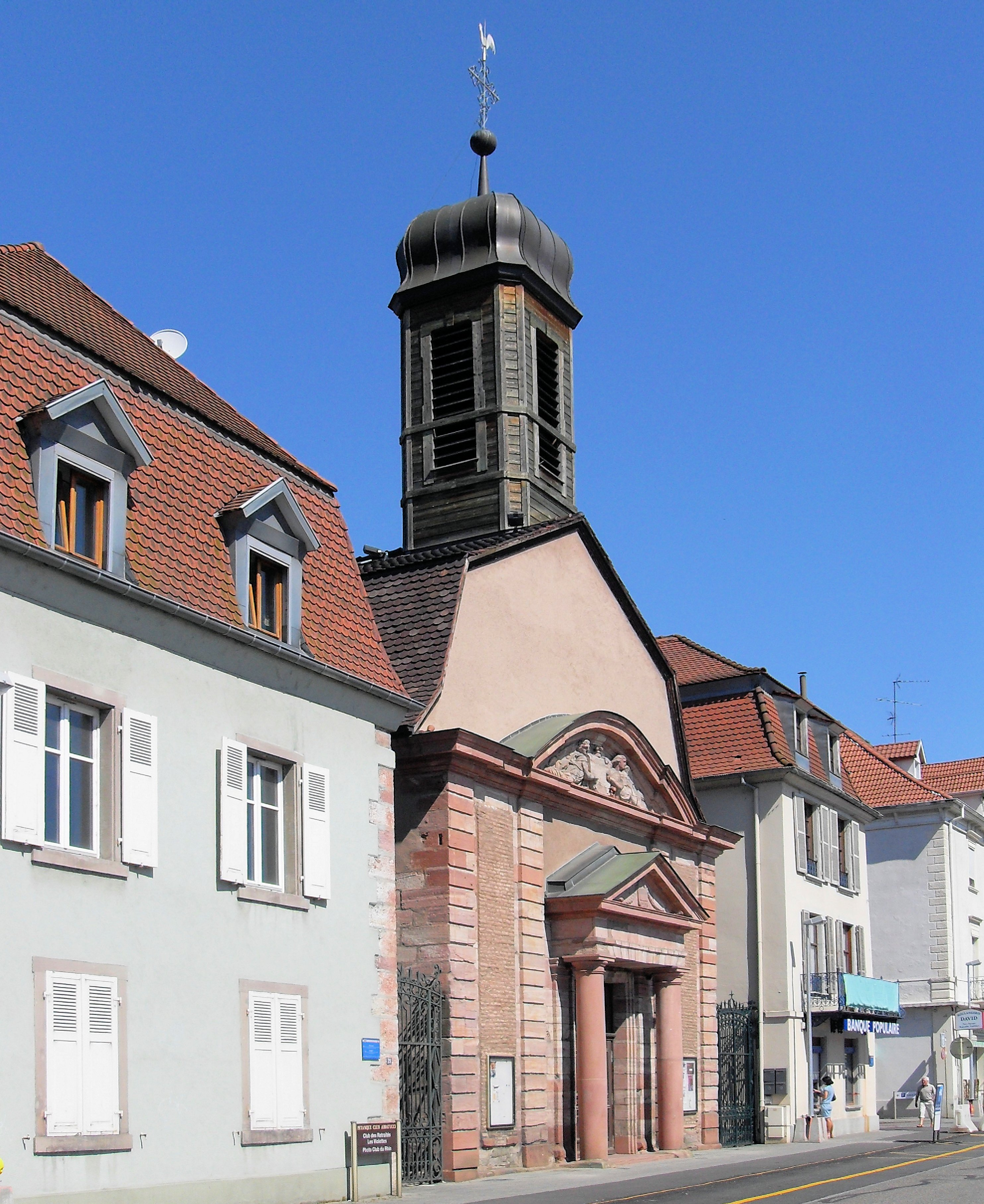
Ehemalige Garnisonkirche Saint-Louis
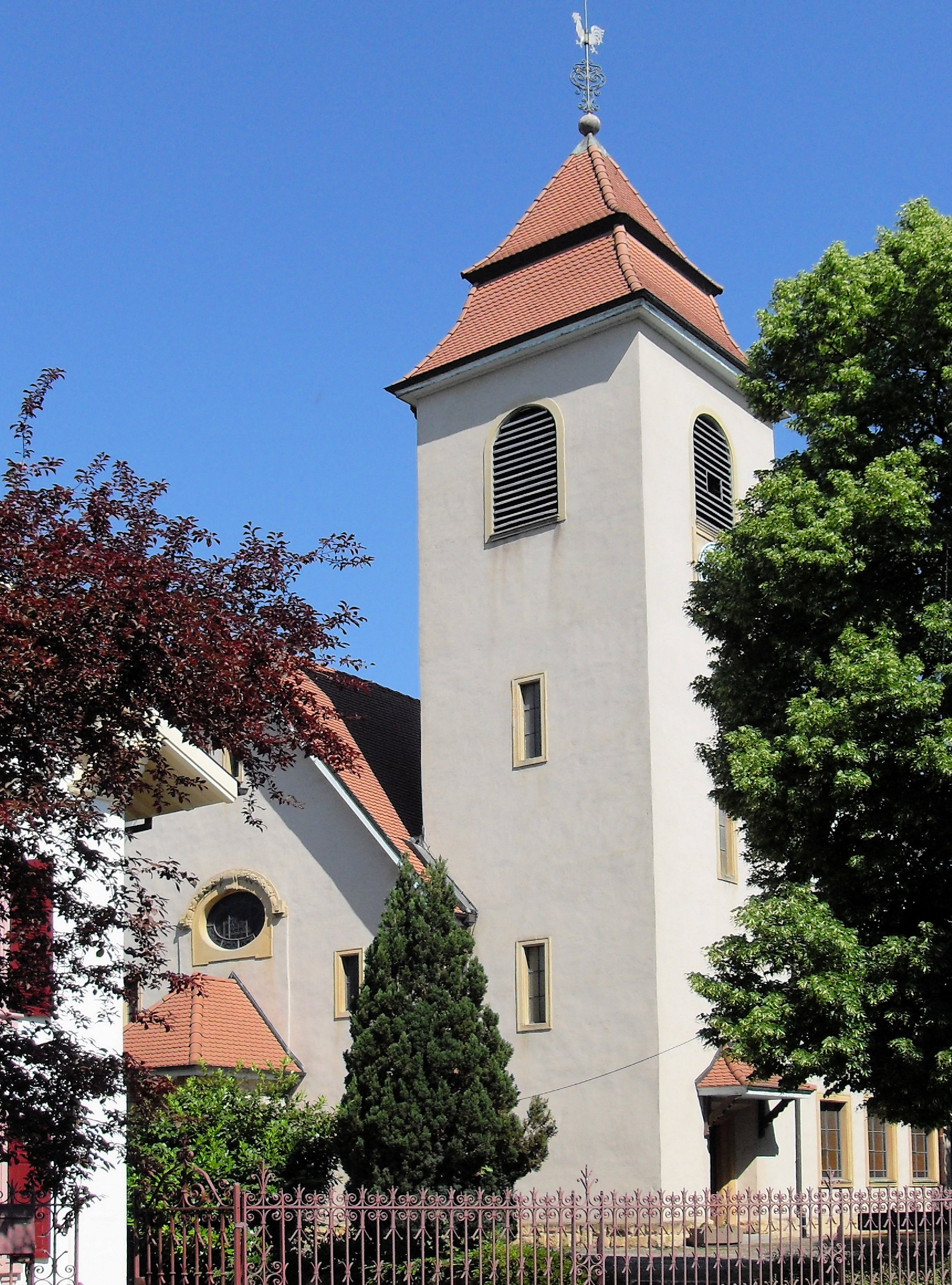
Protestantische Kirche (EPRAL)

## Städtepartnerschaften
- Huningue pflegt seit 1962 Partnerschaften mit der auf der gegenüberliegenden Rheinseite gelegenen deutschen Stadt Weil am Rhein sowie mit Soustons in Aquitanien.

## Persönlichkeiten
- Johann Peter Lamy (um 1760–nach 1838), Maler, Stichverleger und Kunsthändler
- André-Paul Weber (1927–2016), elsässischer Politiker, Unternehmenschef und Schriftsteller

## Ehrenbürger
- Wolfgang Dietz, von 2000 bis 2024 Oberbürgermeister der Stadt Weil am Rhein